# Юркино (городской округ Истра)
Ю́ркино — деревня в Костровском сельском поселении Истринского района Московской области. Население — 2 чел. (2016), зарегистрировано 5 садовых товариществ. С Истрой деревня связана автобусным сообщением (автобус № 34). К деревне приписана Рождественская церковь постройки не позднее 1504 года. В Явочном списке вотчинных владений Московского уезда писцов 1584—1586 гг. Т. А. Хлопова «С товарыщи» в разделе «Стан Сурожек» содержится упоминание о деревне Юркино («Да за Веригою ж вотчина полтрети селца Юркина»).
Находится примерно в 12 км на юго-запад от Истры, на левом берегу речки Негуч, у слияния с Малой Истрой, высота над уровнем моря 196 м. Ближайшие населённые пункты: Львово, Раково, Петрово, Татищево.

## Население
| 1859 | 1890 | 1899 | 1926 | 2002 | 2006 | 2010 |
| ---- | ---- | ---- | ---- | ---- | ---- | ---- |
| 218  | ↘127 | ↗145 | ↘121 | ↘7   | →7   | ↗9   |
| 2016 |      |      |      |      |      |      |
| ↘2   |      |      |      |      |      |      |